# Alice Michaelis
Alice Michaelis, född 1875, död 1943, var en tysk målare.
Hon är känd för sina målningar av stilleben, interiörer och landskap. 
Hon var 1929–1933 föreståndare för den konstskola som drevs av Verein der Künstlerinnen und Kunstfreundinnen.

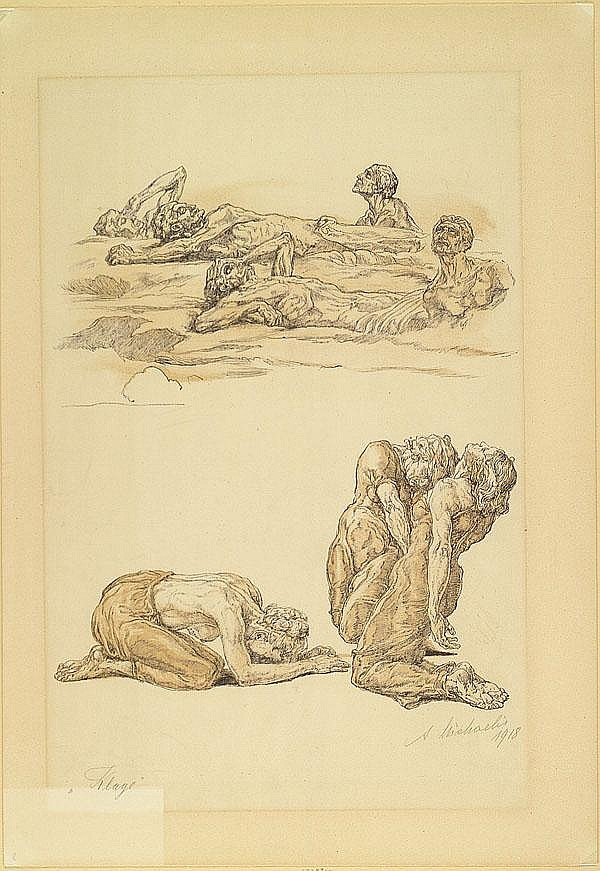
Klage, 1918.
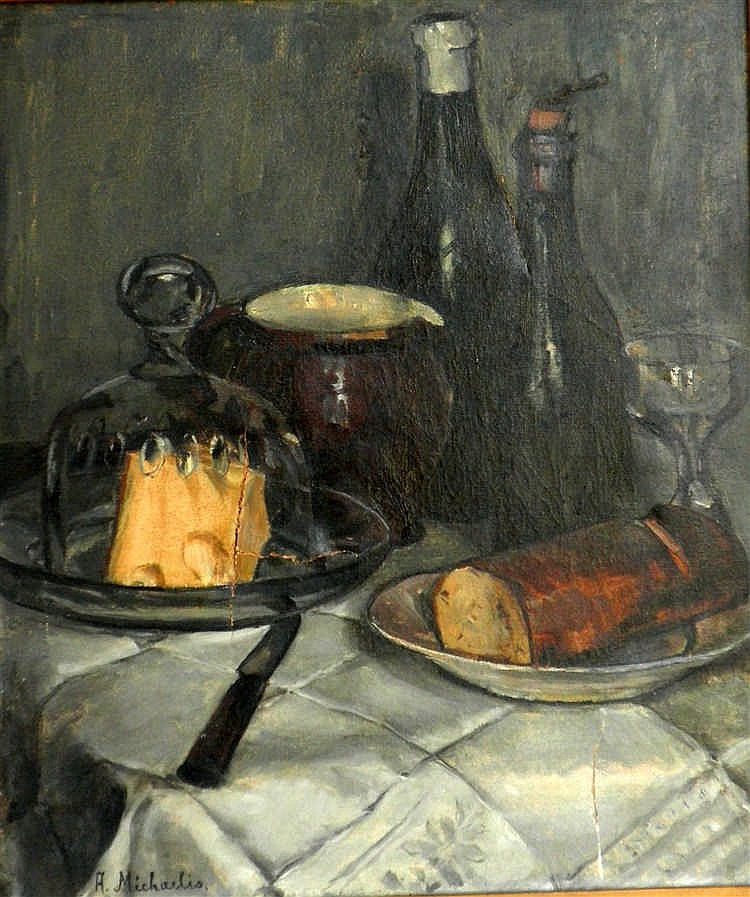
Stillleben